# Bohumil Hlaváč
Bohumil Hlaváč (* 23. června 1941 Šaratice – 9. června 2022) byl český fotbalista a reprezentant v týmu do 23 let.

## Fotbalová kariéra
V československé lize hrál za Spartak ZJŠ Brno. Nastoupil v 57 ligových utkáních a dal 5 ligových gólů. Později hrál za Spartak Vlašim, kde po skončení aktivní kariéry působil jako trenér.

## Ligová bilance
| Ročník                                   | Zápasy | Góly | Klub             |
| ---------------------------------------- | ------ | ---- | ---------------- |
| 1. československá fotbalová liga 1962/63 | 12     | 0    | Spartak ZJŠ Brno |
| 1. československá fotbalová liga 1963/64 | 21     | 2    | Spartak ZJŠ Brno |
| 1. československá fotbalová liga 1964/65 | 19     | 3    | Spartak ZJŠ Brno |
| 1. československá fotbalová liga 1965/66 | 5      | 0    | Spartak ZJŠ Brno |
| LIGA CELKEM                              | 57     | 5    |                  |